# Rio Firiza
O Rio Firiza é um rio da Romênia, afluente do Săsar, localizado no distrito de Maramureş.